# Michelson–Morleys experiment

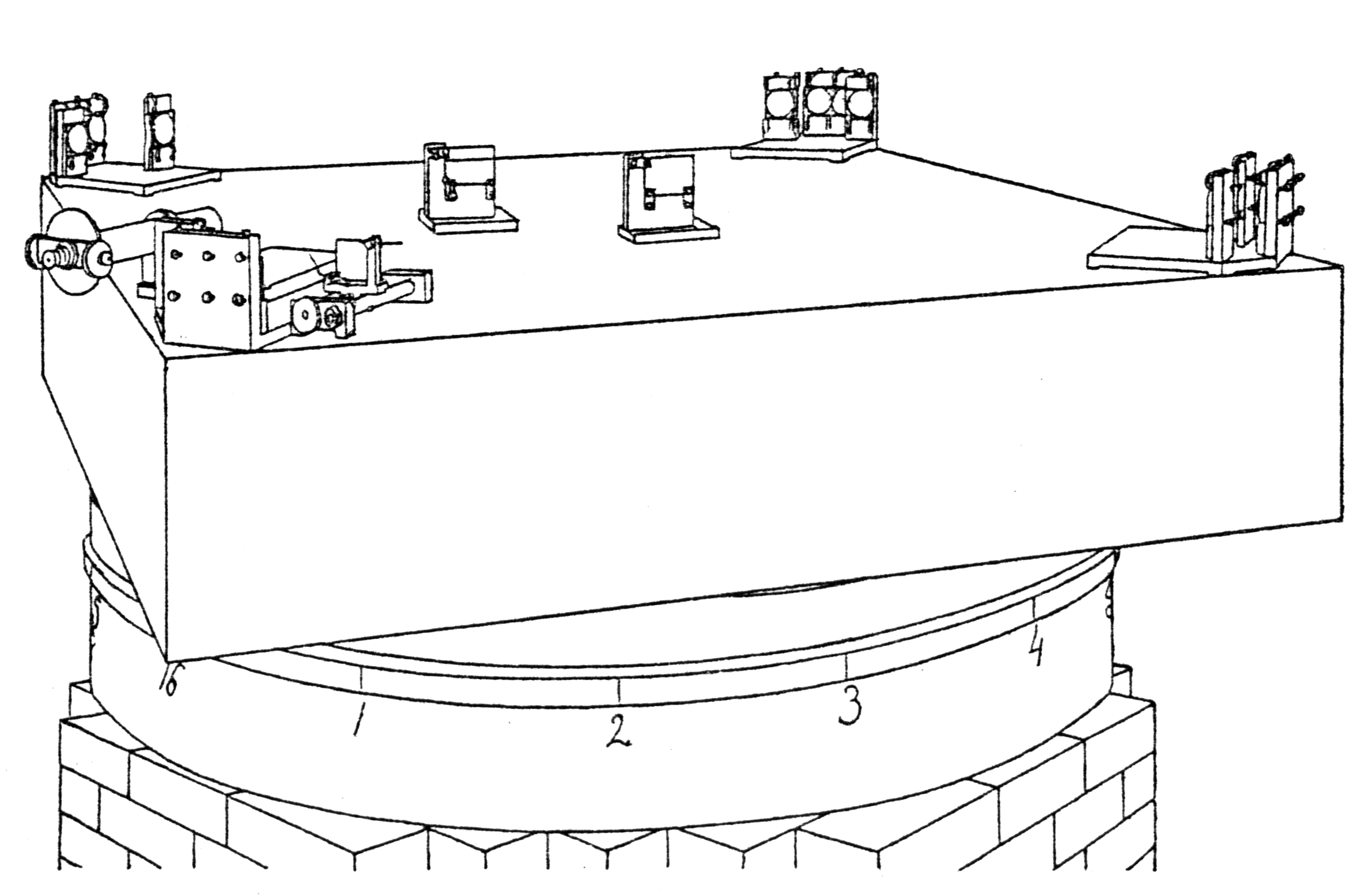
Michelson och Morleys experiment. Bilden är från originalartikeln.

Michelson–Morleys experiment är ett av de viktigaste och mest berömda experimenten i fysikens historia. Det utfördes 1887 av Albert A. Michelson och Edward Morley med en Michelson-interferometer, vid det som nu är Case Western Reserve University. Experimentet anses vara det första starka motbeviset mot teorin om en ljusbärande eter. Experimentet har också betecknats som ”startpunkten för de teoretiska aspekterna i den Andra Vetenskapliga Revolutionen".
Enligt fysikens teorier under senare hälften av 1800-talet skulle ljusets vågor kräva ett medium, den så kallade ljusbärande etern, på samma sätt som vattenvågor behöver vatten och ljudvågor kräver luft. Eftersom ljusets hastighet är så hög var det mycket svårt att utforma ett experiment som påvisar närvaron av denna eter och påvisar dess egenskaper.
Michelsons och Morleys experiment kunde inte påvisa etern och deras resultat hjälpte Hendrik Lorentz att formulera Lorentz-transformationerna (publicerade 1904) vilka föregick Einsteins speciella relativitetsteori (publicerad 1905).

## Att mäta etervinden
Varje år rör sig jorden en enorm sträcka i sin bana runt solen och med en hastighet av omkring 30 km/s, det vill säga över 100 000 km/h. Man antog att denna rörelse sker genom en eter och att den orsakade en mätbar etervind (ett slags fartvind). På varje punkt på jordens yta skulle storleken och riktningen av denna etervind variera med årstiden och med tiden på dygnet. Genom att analysera den resulterande (relativa) vinden vid olika tidpunkter, skulle det vara möjligt att skilja ut faktorer som beror på jordens relativa rörelse i solsystemet från dem som uppstår på grund av solsystemets egen rörelse genom etern.
Effekten av etervinden på ljusvågorna skulle vara liknande den effekt som vinden har på ljudvågor. Ljudet rör sig med en konstant hastighet relativt det medium det rör sig igenom. Ljudhastigheten varierar med tryck, temperatur etcetera och är för luft omkring 340 m/s (se Ljud). Om ljudets hastighet i vårt exempel är 340 m/s, innebär detta att när det blåser en vind av 10 m/s relativt marken, så tycks ljudet i motvind röra sig med en hastighet av 330 m/s (340 − 10 = 330). I medvind verkar ljudet röra sig med hastigheten 350 m/s (340 + 10 = 350). Genom att mäta ljudets hastighet relativt marken i olika riktningar kan vi därför beräkna vindens hastighet relativt marken.
Om ljudets hastighet inte kan mätas direkt, kan en alternativ metod vara att mäta tiden som ljudet tar för att studsa emot en reflektor och tillbaka mot ljudkällan. Detta kan göras parallellt med vinden och vinkelrätt mot vindriktningen (eftersom vindens riktning är okänd på förhand, bestämmer man tiden för flera olika riktningar). Den sammanlagda effekten av vinden i de två riktningarna ger en liten fördel för ljudet som går vinkelrätt mot vinden. På liknande sätt skulle en etervind påverka en ljusstråle så att det skulle ta längre tid för ljusstrålen att gå fram och tillbaka i en parallellriktning till etervinden än samma tur och retur vinkelrätt emot etervinden.
En ”liten fördel” är nyckelorden. Med ett avstånd på bara några meter, skulle skillnaden i tid för de två olika försöken bara bli en miljondels miljondel sekund. Vid den här tiden var de enda tillförlitliga mätningarna av ljusets hastighet de som hade utförts av Albert Abraham Michelson. Hans mätningar hade gett en noggrannhet som svarade mot några få meter per sekund. Även om det i sig var ett häpnadsväckande framsteg, var det inte tillräckligt hög noggrannhet för att det skulle vara möjligt att påvisa etern.

## Experimentet

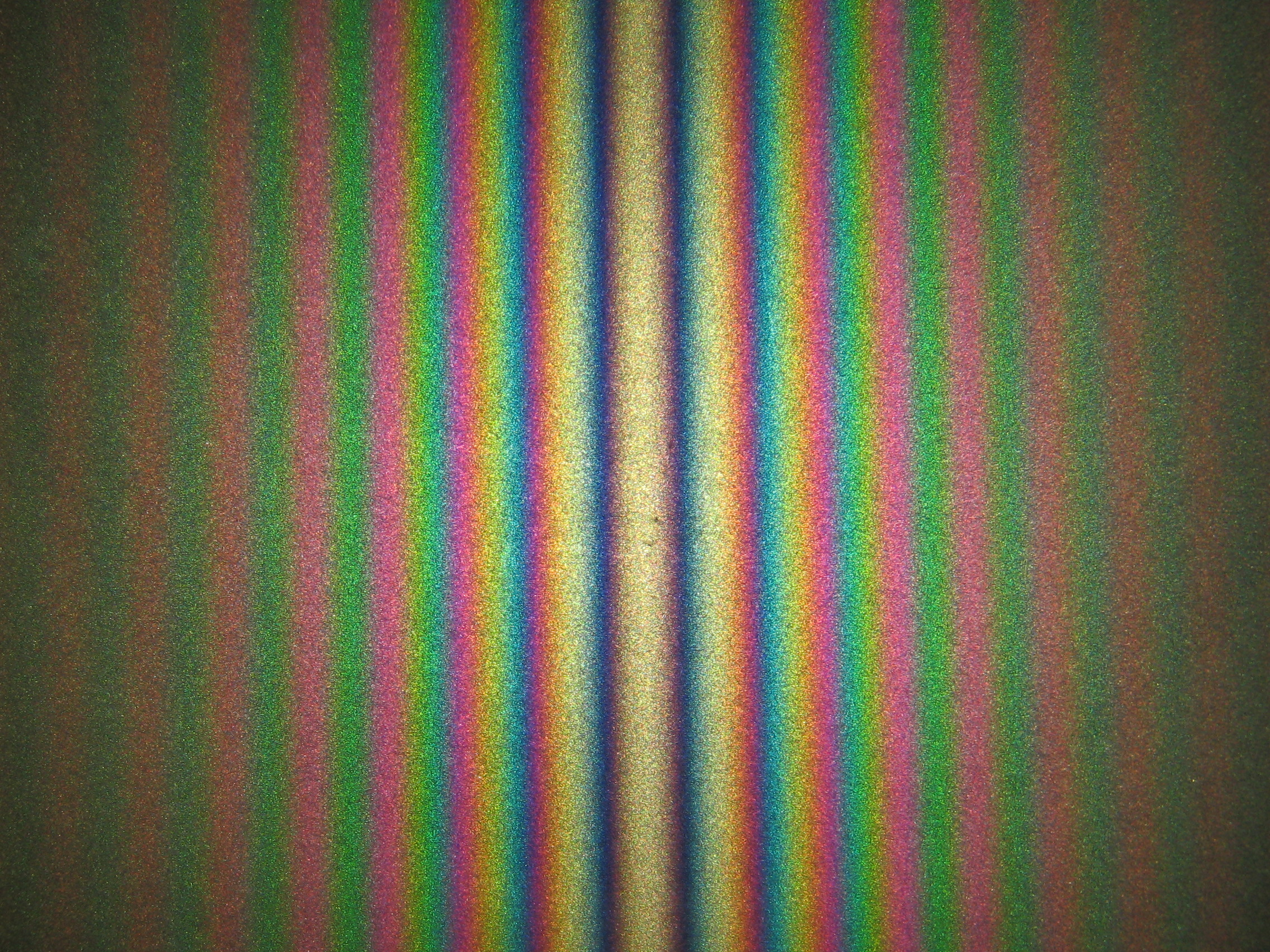
Interferensmönster i en Michelson-interferometer, vitt ljus

Men Michelson hade redan sett lösningen på problemet. Hans konstruktion, senare känd som interferometer, sände en ljuspuls av monokromatiskt ljus genom en halvförsilvrad spegel som användes för att dela upp ljusstrålen i två strålar som gick vinkelrätt emot varandra. Efter att ha passerat spegeln, gick strålarna ut till ändarna på två långa armar där de reflekterades tillbaka till mitten med hjälp av små speglar. Strålarna kombinerades sedan på baksidan av spegeln i en detektorlins och ett mönster av sammanfallande och utsläckande interferenslinjer skapades beroende av armarnas längd. Minsta ändring i strålens gångtid skulle kunna observeras som en förflyttning i interferensmönstret (de så kallade interferensfransarna). Om etern var stationär i förhållande till Solen så skulle jordens rörelse ge en förflyttning av 0,04 av längden på en frans.

Michelsons interferometer:
A - Ljuskälla
B - Halvgenomskinlig spegel
C - Speglar
D - Skillnad i väg

Michelson hade gjort flera mätningar med en experimentutrustning 1881, med vilken han kunde konstatera att den förväntade skillnaden på 0,04 interferenslinjer inte syntes, utan skillnaden var blott 0,02. Men hans apparat var en prototyp, och uppvisade mätfel som var alldeles för stora för att det skulle vara möjligt att säga något om etervinden. För denna mätning skulle ett mer noggrant och bättre kontrollerat experiment behöva utföras. Utrustningen var dock framgångsrik så till vida att den visade att mätningen var möjlig att genomföra.
Han slog sig ihop med Edward Morley och satsade avsevärda resurser i form av tid och pengar för att skapa en förbättrad mätutrustning med tillräcklig noggrannhet för att kunna påvisa avvikelsen. I deras experiment reflekterades ljus fram och tillbaka längs armarna och avståndet ökades till 11 meter. Vid denna längd skulle avvikelsen bli ungefär 1/16 frans. För att göra avläsningen enkel placerades apparaten i ett stängt rum i källaren i en byggnad av sten, vilket skulle eliminera det mesta av temperatur- och vibrationseffekterna. Vibrationerna reducerades ytterligare genom att apparaten byggdes upp på ett marmorblock, vilket sedan flöt på en bassäng av flytande kvicksilver. De beräknade att resultat på omkring 1/100 längd av en frans skulle kunna avläsas.
Kvicksilverbädden tillät apparaten att vridas och den kunde roteras genom hela skalan av möjliga vinklar mot etervinden. Även om det bara gällde en kort period skulle någon sorts effekt kunna noteras, helt enkelt genom att rotera utrustningen så, att en arm låg i etervindens riktning och den andra vinkelrätt. Under längre perioder skulle dag- och nattcykler eller årscykler lätt kunna mätas upp.

## Det mest berömda misslyckade experimentet genom tiderna
Ironiskt nog blev experimentet, efter all tankemöda och förberedelser, vad som skulle kunna kallas det mest berömda misslyckade experimentet genom tiderna. I stället för att ge insikter i eterns egenskaper avslöjade det inte någon av de effekter som väntades uppstå om jordens rörelse skapade en ”etervind”. Även om en liten ”hastighet” uppmättes var den alldeles för liten för att kunna användas som bevis på eterns existens. Den verkade inte variera efter något dygns- eller säsongmönster och låg inom ramen för experimentets mätfel, vilket betydde att hastigheten skulle kunna vara noll. Apparaten betedde sig som om det inte fanns någon vind alls – som om jorden inte hade någon rörelse i förhållande till något medium.
Även om Michelson och Morley gick över till andra experiment efter deras första publicering 1887, så höll sig båda aktiva inom området. Andra uppställningar av experimentet utfördes med ökande sofistikering. Kennedy och Illingsworth modifierade båda speglarna för att inkludera ett steg på en halv våglängd, vilket eliminerade risken för uppkomsten av stående vågmönster inom apparaten. Illingsworth kunde mäta förändringar i storleksordningen 1/300 frans, Kennedy ända ner till 1/500 frans. Miller byggde senare en icke-magnetisk apparat för att eliminera magnetiska spänningar, medan Michelson byggde en av icke-expanderande invarstål för att eliminera kvarstående termiska effekter. Andra forskare runt om i världen ökade noggrannheten, eliminerade sidoeffekter, eller både och. Alla dessa gav också ”noll-resultat”.
Det är viktigt att förstå termen ”noll-resultat”. Den innebär inte ”noll”, utan ”inte vad vi väntade oss”. Teorierna om etern förutsade en rörelsehastighet lika med jordens rörelse, omkring 30 km/s, men de olika Michelson–Morley-experimenten visade effekter som var åtminstone tio gånger mindre. Mer moderna experiment har reducerat detta ett tusen gånger till mindre än 1/30 km/s.
Morley var inte övertygad om sina egna resultat och fortsatte med att utföra ytterligare experiment med Dayton Miller. Miller arbetade med allt större experiment, vilka kulminerade i ett med en 32 meter (effektiv längd) lång arm i en uppställning vid Mount Wilsonobservatoriet. För att undvika att etervinden skulle hindras av de tjocka väggarna använde han ett särskilt skjul med tunna väggar, huvudsakligen av canvas. Han kunde fastställa en liten positiv effekt med en årstidsvariation, vilken han tillskrev påverkan av etern. Men effekten var fortfarande mycket mindre än de klassiska teorierna hade förutspått, ungefär 50 gånger mindre. Han stod fast vid sin övertygelse att detta berodde på en delvis påverkan, även om han inte försökte sig på en förklaring.
Fast Kennedy senare också genomförde experiment vid Mount Wilson och kom fram till 1/10 av den etervindshastighet som Miller hade uppmätt, och inga säsongvariationer, så bedömdes Millers upptäckter vid den tiden vara viktiga. Mätningarna diskuterades av Michelson, Lorentz och andra vid en konferens 1928. Det fanns en allmän mening att fler experiment behövdes för att kontrollera Millers resultat. Lorentz insåg att resultaten, vilken bakomliggande orsak de än hade, inte helt stämde med vare sig hans eller Einsteins version av den speciella relativitetsteorin. Einstein var inte närvarande vid mötet och ansåg att man kunde bortse från resultaten på grund av experimentalfel.
| Namn                      | År        | Armlängd (meter) | Förväntad fransförflyttning | Uppmätt fransförflyttning | Experimentell noggrannhet | Övre gräns för Veter |
| ------------------------- | --------- | ---------------- | --------------------------- | ------------------------- | ------------------------- | -------------------- |
| Michelson                 | 1881      | 1,2              | 0,04                        | 0,02                      |                           |                      |
| Michelson and Morley      | 1887      | 11,0             | 0,4                         | < 0,01                    |                           | 8 km/s               |
| Morley and Miller         | 1902–1904 | 32,2             | 1,13                        | 0,015                     |                           |                      |
| Miller                    | 1921      | 32,0             | 1,12                        | 0,08                      |                           |                      |
| Miller                    | 1923–1924 | 32,0             | 1,12                        | 0,03                      |                           |                      |
| Miller (Sunlight)         | 1924      | 32,0             | 1,12                        | 0,014                     |                           |                      |
| Tomascheck (Starlight)    | 1924      | 8,6              | 0,3                         | 0,02                      |                           |                      |
| Miller                    | 1925–1926 | 32,0             | 1,12                        | 0,088                     |                           |                      |
| Kennedy (Mt Wilson)       | 1926      | 2,0              | 0,07                        | 0,002                     |                           |                      |
| Illingworth               | 1927      | 2,0              | 0,07                        | 0,0002                    | 0,0006                    | 1 km/s               |
| Piccard and Stahel (Rigi) | 1927      | 2,8              | 0,13                        | 0,006                     |                           |                      |
| Michelson et al.          | 1929      | 25,9             | 0,9                         | 0,01                      |                           |                      |
| Joos                      | 1930      | 21,0             | 0,75                        | 0,002                     |                           |                      |

Nuförtiden har varianter av Michelson–Morleys experiment blivit vardagsmat. Lasrar och masrar förstärker ljuset genom upprepade studsar fram och tillbaka inuti en omsorgsfullt avstämd kavitet och gör så att atomer i kaviteten avger mer ljus. Resultatet blir en effektiv strålgång på flera kilometer. Som en ytterligare förbättring kan ljus som emitterar i en kavitet användas för att sätta igång samma kaskad i en annan utrustning vinkelrätt och skapar därmed en interferometer med extrem noggrannhet.
Det första experimentet av den sorten leddes av Charles Townes, en av medarbetarna vid uppfinnandet av den första masern. Deras experiment år 1958 satte en övre gräns för etervinden på bara 30 m/s inklusive varje möjligt experimentalfel. 1974 reducerades detta till 0,025 m/s i en upprepning med noggranna lasrar i ett triangulärt Trimmer-experiment och innefattade test av påverkan genom att placera ena benet i glas. 1979 satt Brillete-Hall en övre gräns på 30 m/s för varje riktning, men reducerade det till bara 0,000001 m/s vid mätning i två riktningar (det vill säga en stillastående eller delvis påverkande eter). En upprepning av experimentet under ett års tid, känt som Hils och Hall, publicerat 1990, reducerade det till 2·10−13.

## Utvärdering
Resultatet var ganska förvånande och kunde inte förklaras med den då allmänna teorin om vågrörelse i en statisk eter. Flera försök till förklaringar gjordes, bland dem att experimentet hade en dold brist (tydligen Michelsons första tanke), eller att jordens gravitationsfält på något sätt drog med sig etern på ett sådant sätt att den lokala effekten eliminerades. Miller skulle ha hävdat att i de flesta om inte i alla andra experiment än hans egna, var möjligheten att mäta etervinden dålig eftersom den var nästan helt förhindrad att komma in genom laboratorieväggarna eller hindrades av apparaterna själva. Hur som helst hade idén om en enkel eter, vilken hade blivit känd som det Första postulatet, fått ett allvarligt slag.
Ett antal experiment utfördes för att undersöka idén med påverkan från etern. Det mest övertygande experimentet utfördes av Hamar, som placerade interferometerns ena arm mellan två stora blyblock. Om etern påverkades av massorna, skulle blocken – så var teorin – varit tillräckliga för att ge en synbar effekt. Men ännu en gång upptäcktes ingen effekt.
Ernst Mach var en av de första fysikerna som framförde att experimentet faktiskt avgjorde frågan och att man kunde avvisa teorin om en eter. Utvecklingen av det som kom att bli Einsteins speciella relativitetsteori hade härlett Fitzgerald–Lorentz transformation från invarianspostulatet, och var också konsistent med det uppenbara ”nollresultatet” av de flesta experimenten (dock inte, vilket erkändes vid 1928 års möte, Millers observerade årstidsvariationer). I dag anses relativitetsteorin som ”lösningen” på Michelson–Morleys nollresultat.

## Betydelse

### Einstein och den speciella relativitetsteorin
Ljuset konstanta hastighet förutsades av Albert Einstein 1905, och hade som upphov Maxwell's teori om elektromagnetismen och frånvaron av bevis för existensen av en ljusbärande eter men inte, i motsats till vad som är en spridd uppfattning, nollresultatet vid Michelson–Morley experimentet.  Men nollresultatet av Michelson–Morleyexperimentet hjälpte till att få kunskapen spridd om den konstanta ljushastigheten och bli allmänt accepterad.

### Påverkan på etern
I början var 1881 års experiment avsett att skilja mellan Augustin-Jean Fresnels teori 1818, som antog en nästan stationär eter, och enligt vilken etern bara delvis påverkas av massa enligt en viss koefficient; och George Gabriel Stokes teori 1845, enligt vilken etern starkt påverkas av närheten till jorden. Michelson trodde till en början att det negativa resultatet bekräftade Stokes teori. Men Hendrik Lorentz visade 1886 att Stokes förklaring till aberrationen var motsägande.
Också antagandet om att etern inte rör sig i omgivningen utan bara ”i” föremål, var mycket problematisk vilket visades av Hammars experiment 1935. Hammar placerade en arm på interferometern mellan två stora block av bly. Om etern skulle påverkas av massa, skulle blocken, enligt teorin, vara tillräckliga för att ge en synbar effekt. Inte heller denna gång upptäcktes någon skillnad, så varje sådan teori bedöms ha motbevisats.

### Emissionsteorin
Walter Ritz emissionsteori (eller ballistiska teori), var också konsistent med experimentets utfall, och fordrade inte heller någon eter. Enligt teorin har ljuset alltid samma hastighet i förhållande till källan. Men teorin ledde också till flera ”uppenbara” optiska effekter som inte kunde upptäckas på de astronomiska fotografierna, men observerades i observationer av dubbelstjärnor när ljuset från de två stjärnorna kunde mätas i en interferometer. Om detta var korrekt, orsakade stjärnorna en fransskiftning på grund av att stjärnornas hastighet adderades till ljusets hastighet, men ännu en gång, ingen sådan effekt kunde iakttas.
I Sagnacs experiment placerades en modifierad apparat på en skiva som roterade med konstant hastighet; den huvudsakliga förändringen var att ljusets bana omslöt en yta. I och med detta kunde varje ballistisk teori som Ritzs testas direkt, eftersom ljuset när det gick åt ena hållet runt apparaten skulle få en annan vägsträcka än ljuset som gick den andra vägen (fotocellen och speglarna rörde sig mot eller ifrån ljuset). Enligt Ritzs teori skulle någon fransförskjutning inte uppstå, eftersom nettohastigheten mellan ljuskällan och detektorn var noll (de var båda monterade på den roterande skivan). Men i detta fall observerades en effekt, och eliminerade varje enkel ballistisk teori. Denna fransförskjutningseffekt används idag i lasergyroskop.

### Längdkontraktion
Förklaringen hittades i FitzGerald–Lorentzkontraktion, också kallad längdkontraktionen. Enligt denna fysiska lag dras alla objekt samman i rörelsens riktning (ursprungligen tänkt vara i förhållande till etern), så medan ljuset visserligen kan röra sig långsammare på den armen, färdas det också en kortare distans som exakt upphäver skillnaden. 1932 modifierade Kennedy–Thorndike Michelson–Morleys experiment genom att göra banorna för det uppdelade ljuset olika långa, med en arm mycket kort. I denna version skulle en ändring i jordens hastighet fortfarande resultera i en fransförskjutning utom i det fall den förutsagda tidsdilatationen är korrekt. Ännu en gång, ingen effekt kunde konstateras, vilket de redovisade som ett bevis för både längdkontraktionen och tidsdilatationen, båda viktiga komponenter i relativitetssammanhang.
Einstein slöt sig till FitzGerald–Lorentz kontraktion utgående från relativitetspostulatet; därför var hans beskrivning av den speciella relativitetsteorin också konsistent med uppenbara nollresultatet i de flesta experiment (fast inte, vilket uppmärksammades till mötet 1928, med Millers observerade säsongeffekter). Idag är den speciella relativitetsteorin ansedd som "lösningen" på Michelson–Morleys nollresultat. Men detta blev inte allmänt erkänt på den tiden. Så sent som 1920, pratade Einstein själv om olika former av eter som inte hade någon betydande inverkan  utan var något som saknade betydelse .
Trouton–Noble experimentet anses vara den elektrostatiska motsvarigheten till Michelson–Morleys optiska experiment, men om det någonsin kan utföras med den nödvändiga känsligheten kan diskuteras. Å andra sidan, uppnådde Trouton–Rankines experiment 1908, som kan anses som den elektriska motsvarigheten till Kennedy–Thorndikes experiment, mycket hög känslighet.